# Aberdour House
Aberdour House, ursprünglich Cuttlehill House, ist ein ehemaliges Herrenhaus und heutiges Wohngebäude in der schottischen Ortschaft Aberdour in der Council Area Fife. 2004 wurde das Bauwerk als Einzeldenkmal in die schottischen Denkmallisten in der höchsten Denkmalkategorie A aufgenommen. Des Weiteren ist es Teil eines umfassenderen Denkmalensembles der Kategorie B.

## Geschichte
Das Herrenhaus wurde im 17. Jahrhundert für die Earls of Moray erbaut. Eine Inschrift auf einem Sturz am Ostflügel weist das Baujahr 1672 aus. Es wird jedoch angenommen, dass das Hauptgebäude wenige Jahre älter ist. Charles Stuart, 6. Earl of Moray ließ Cuttlehill House 1715 erweitern und renovieren. Die Earls of Morton residierten zu dieser Zeit auf dem direkt benachbarten Aberdour Castle. Nach einem Brand gaben sie 1725 Aberdour Castle auf und erwarben Aberdour House. George Douglas, 13. Earl of Morton beauftragte James Gibbs 1731 mit einer Überarbeitung. In den frühen 1990er Jahren wurde das zwischenzeitlich marode Gebäude restauriert. Im Zuge dieser Arbeiten wurde ein Küchenflügel abgebrochen und die rückwärtigen Gärten gepflegt. Eine Sonnenuhr wurde von dort in die Gärten von Aberdour Castle versetzt. Der Innenraum wurde in mehrere Wohneinheiten unterteilt.

## Beschreibung
Aberdour House steht direkt westlich der Ruinen von Aberdour Castle im Zentrum von Aberdour. Die nordwestexponierte Hauptfassade des zweistöckigen Gebäudes mit ausgebautem Dachgeschoss ist sieben Achsen weit, während die rückwärtige Fassade acht Achsen weit ist. Der drei Achsen weite Mittelrisalit mit Kreuzgiebel tritt hervor. Das zentrale Hauptportal ist mit Fries und verdachendem Dreiecksgiebel ornamentiert. Entlang der Fassade sind zwölfteilige Sprossenfenster verbaut. Auf den äußeren Achsen der Rückfassade treten Eckrisalite mit Halbwalmdächern hervor. Aus den schiefergedeckten Dächern treten Schleppdachgauben heraus.